# Die Zukunft (Elsass)

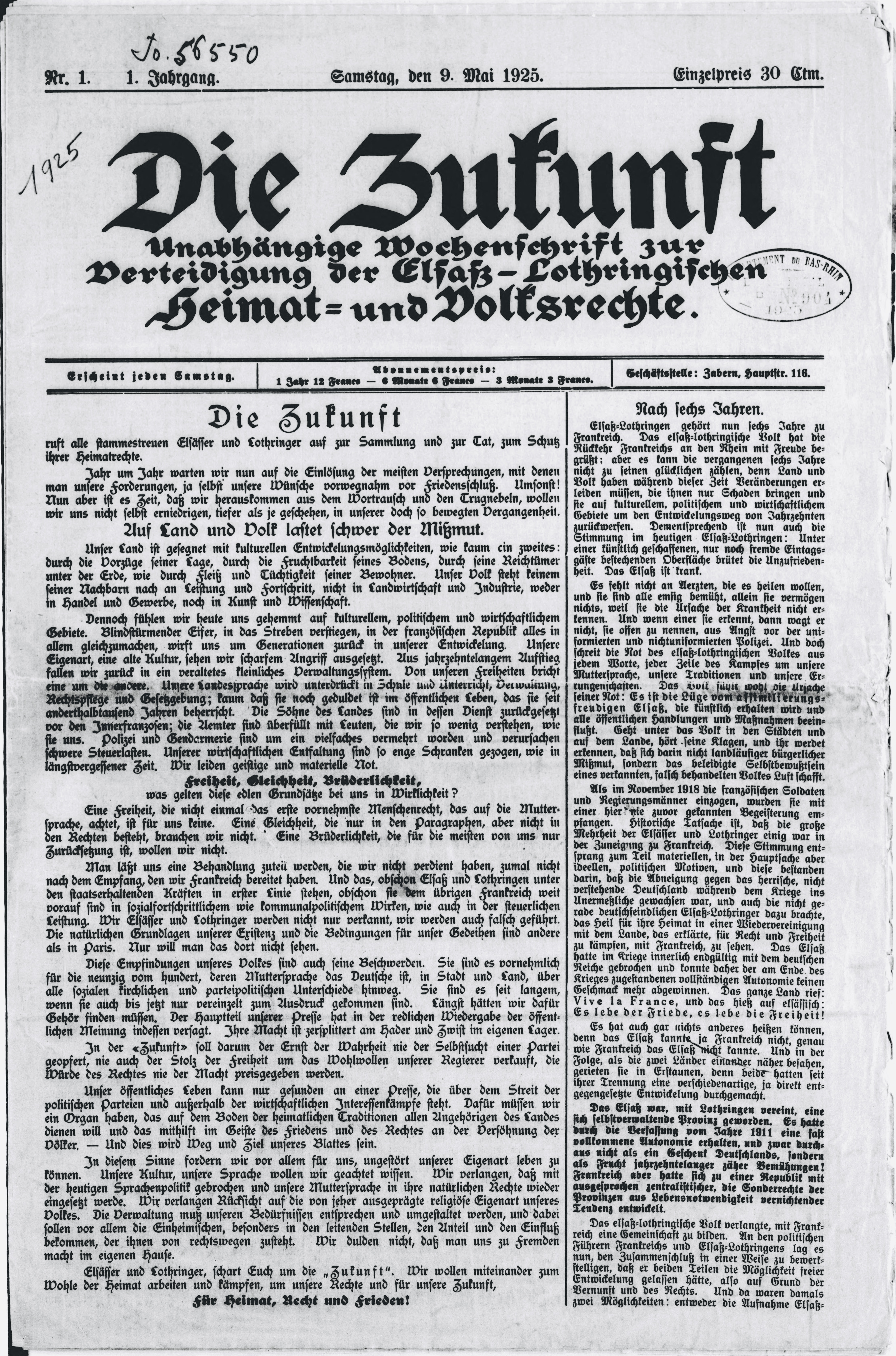
Die Zukunft, Titelblatt der ersten Ausgabe vom 9. Mai 1925

Die Zukunft. Unabhängige Wochenschrift zur Verteidigung der elsaß-lothringischen Heimat- und Volksrechte war eine autonomistische Wochenzeitung im Elsass.

## Geschichte
Die Zukunft erschien von 1925 bis 1927 in Saverne (Zabern), Département Bas-Rhin, und ging auf Pläne des elsässischen Politikers Karl Hauss zurück, eine eigenständige autonomistische Zeitung zu gründen, die aus Finanzmangel immer wieder zurückgestellt worden waren. Nachdem durch Vermittlung von Robert Ernst Finanzmittel aus Deutschland erschlossen worden waren, konnte die Zeitung am 9. Mai 1925 erstmals erscheinen. Chefredakteur wurde Paul Schall, ab 1. Januar 1926 war Herausgeber Eugen Ricklin, ehemaliger Präsident der Zweiten Kammer des Landtages des Reichslandes Elsaß-Lothringen.
Die erste Ausgabe wurde mit einer Auflage vom 5000 Stück elsassweit an alle Bürgermeister, Geistlichen und Lehrer versandt, um das neue Publikationsorgan bekannt zu machen. Nach zehn Monaten hatte Die Zukunft eine im regionalen Vergleich hohe Auflage von 35.000 Exemplaren erreicht (d. h. jede zwölfte elsässische Familie bezog das Blatt). Am 12. November 1927 wurde die Zeitung von den französischen Behörden im Vorfeld des Autonomistenprozesses von Colmar verboten.

## Politische Ausrichtung
Die Zeitung griff vehement die französische Assimilationspolitik im Elsass seit 1918 an. Von der Zentralregierung wurden die Gleichberechtigung der deutschen Sprache, der Erhalt des Konkordats von 1801 und der Konfessionsschulen statt radikaler Trennung von Staat und Kirche, die Einrichtung einer selbständigen Landesverwaltung und die stärkere Berücksichtigung der einheimischen Beamten bei der Besetzung von Verwaltungsstellen gefordert. Zahlreiche Artikel sollten die deutschsprachigen Traditionen des Landes in Erinnerung halten. Ein eindeutiges parteipolitisches Programm der Zeitung war nicht erkennbar, vielmehr zeigten sich in den einzelnen Artikeln widersprüchliche Tendenzen, die die inneren Differenzen der elsässischen autonomistischen Bewegung widerspiegeln. Die Zugehörigkeit zur Dritten Französischen Republik wurde aber lange Zeit nicht in Frage gestellt.
Im Herbst 1927 radikalisierte sich Die Zukunft zusehends in Richtung eines Separatismus und sprach von den Elsaß-Lothringern als einer „betrogenen, entrechteten, niedergedrückten, beleidigten und mißhandelten“ Minderheit, die das Selbstbestimmungsrecht fordere. Dies war letztlich der Anlass für das Verbot der Zeitung.